# Karel Hába
Karel Hába (* 21. Mai 1898 in Vizovice; † 21. November 1972 in Prag) war ein tschechischer Komponist.
Der Bruder von Alois Hába studierte am Konservatorium Prag bei Karel Hoffmann und Vítězslav Novák. Von 1917 bis 1927 unterrichtete er an der Lehrerbildungsanstalt Musik. Ab 1929 wirkte er beim Prager Rundfunkorchester, von 1936 bis 1950 war er Musikreferent. Seit 1951 war er Professor für Methodik der Musikerziehung an der Pädagogischen Hochschule Prag.
Er komponierte vier Opern, zwei Sinfonien, Orchestersuiten, ein Violin- und ein Cellokonzert, kammermusikalische Werke, Chöre und Lieder. außerdem veröffentlichte er eine Violinschule im Vierteltonsystem.

## Opern
- Jánošík (Libretto: Antonín Klášterský),UA 1934
- Stará historie (Eine alte Geschichte, Libretto: Ferdinand Pujman), UA 1940
- O Smolickovi (Vom Patzerchen. Libretto: Václav Čtvrtek), Rundfunkoper für Kinder, UA 1950
- Kalibuv zlocin (Kalibas Verbrechen, eigenes Libretto nach Karel Václav Rais), UA 1968